# Suak Baru
Suak Baru is een bestuurslaag in het regentschap Simeulue van de provincie Atjeh, Indonesië. Suak Baru telt 172 inwoners (volkstelling 2010).